# Mounira Hmani Aifa
Mounira Hmani Aifa (Sfax, 1972) es una genetista tunecina, conocida por su trabajo en el mapeo del gen PRSS56. Ha recibido el premio "Sur les traces de Marie Curie" de la UNESCO y la Fundación L'Oréal en 2012, y una beca de ellos en 2002.

## Trayectoria
Aifa es de Sfax, en Túnez, actualmente enseña e investiga en el Centro de Biotecnología de Sfax. En 2002, ganó el Premios L'Oréal-UNESCO a Mujeres en Ciencia, lo que le permitió realizar investigaciones de posgrado en genética humana en la Facultad de Ciencias Médicas de Linköping, Suecia. Continuó esta investigación en Túnez, trabajando en un proyecto que estudiaba los orígenes genéticos de la sordera hereditaria. También realizó investigaciones sobre la microftalmia posterior, una rara condición genética que afecta al ojo, para la cual cartografió el gen PRSS56 y estableció sus posibles vínculos con un tipo de glaucoma.

## Reconocimientos
En 2012, recibió el premio "Sur les traces de Marie Curie" de la UNESCO y la Fundación L'Oréal por esta investigación.